# Краснознаменка (Ростовская область)
Краснознаменка — хутор в Родионово-Несветайском районе Ростовской области.
Входит в состав Болдыревского сельского поселения.

## География
На август 2016 года от трассы Новошахтинск − Ростов-на-Дону асфальтовой дороги до хутора нет (есть только булыжниковая).
На хуторе имеются две улицы — Восточная и Центральная.

## Население
| 2010 |
| ---- |
| 77   |